# Place Maurice-Mollard
Vous lisez un « bon article » labellisé en 2015.
Ne doit pas être confondu avec Place du Molard.
La place Maurice-Mollard, du nom d'un ancien maire de la ville, est une place publique située dans le centre historique d'Aix-les-Bains, dans l'ouest de la Savoie. Chargée d'histoire, la place a connu de nombreux aménagements au fil des siècles. Elle abrite des éléments architecturaux inscrits voire classés au titre des monuments historiques : l'arc de Campanus et le temple de Diane datent de l'époque romaine, les thermes nationaux, du XVIIIe siècle, sont partiellement construits sur les fondations d'anciens thermes romains et l'hôtel de ville a pour origine un château féodal. Ce dernier accueille également un musée archéologique où sont conservés des vestiges romains d'Aquae, nom que portait Aix-les-Bains dans l'Antiquité.
La place dessert plusieurs services publics, dont l'état civil et la salle du conseil municipal, ainsi que l'office de tourisme installé dans les thermes nationaux. De nombreuses manifestations sont organisées sur la place, comme la corrida des lumières, et le départ du circuit touristique de la ville en petit train.

## Localisation et accès
La place est située dans le centre historique de la cité thermale d'Aix-les-Bains, (classée ville d'art et d'histoire depuis le 3 février 2014). Elle se trouve à 450 m environ à l'est de la gare d'Aix-les-Bains-Le Revard et à deux pas du centre de congrès, de l'église Notre-Dame et d'un parc public.
Elle est prolongée au nord par celle des Thermes, et au sud par le parc floral des Thermes, qui lui sont attenants.
La place est accessible par la route départementale D913. En effet, la rue Davat (par le nord) et l'avenue Lord Revelstoke (par le sud) forment cette départementale qui aboutit à la place.
Les voies piétonnes du centre-ville débouchent sur la place, via la place Carnot au nord-ouest et le square du temple de Diane au sud-ouest.

## Toponymie
La place a porté successivement plusieurs noms. Elle s'est d'abord appelée « Petite Place » ou « Place de Campanus » et « place du Marché » durant le XIXe siècle. Le lieu s'est même nommé « place de l'hôtel de ville » lorsque le château du marquis d'Aix fut transformé en hôtel de ville,. Sous le régime de Vichy, la place fut baptisée « place du Maréchal Pétain ». 
Par délibération du conseil municipal du 20 mars 1950, le nom de la place rappelle la mémoire de Maurice Mollard, maire d'Aix-les-Bains de 1932 à 1937, puis conseiller municipal, décédé en 1947. Maurice Mollard, ingénieur, fut à l'origine de deux infrastructures importantes pour la région aixoise, le tunnel du Chat et la route du mont Revard.

## Histoire
Si plusieurs vestiges monumentaux de la place sont depuis longtemps connus, ce n'est toutefois que lors de la fouille réalisée en 1988 et 1989 pour la construction du parking souterrain de l'hôtel de ville, que l'on a découvert des vestiges archéologiques ou des traces d'occupation humaine permettant de restituer la chronologie possible du site, témoignant de la longue histoire d'Aix-les-Bains.

### Protohistoire et Antiquité

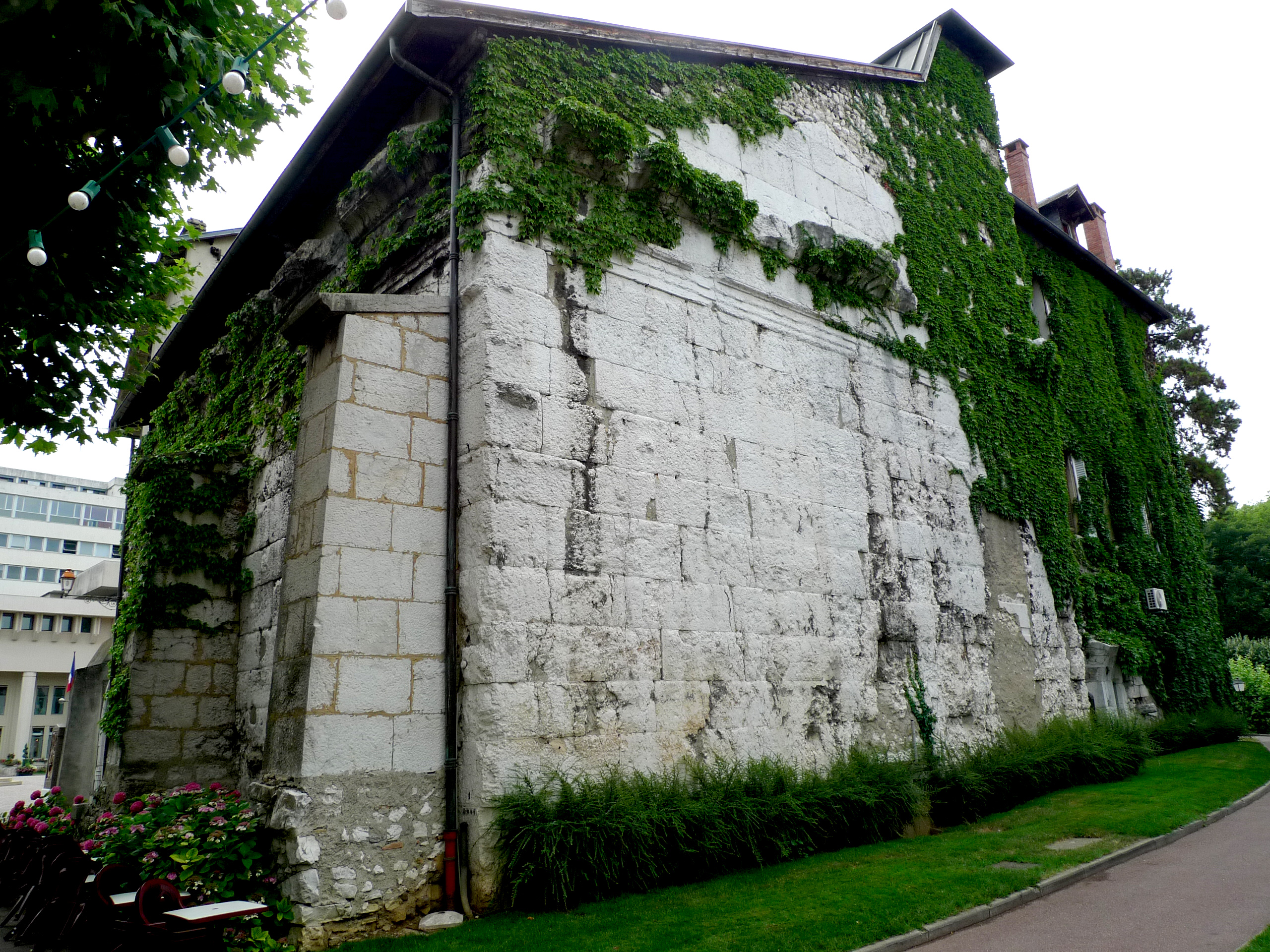
L'arrière du temple de Diane.

Des niveaux d'occupation datant de la fin de La Tène jusqu'au début du Haut Moyen Âge ont été reconnus. Les archéologues ont découvert, au cours de leurs fouilles, un important complexe thermal à proximité immédiate des sources thermales de la place durant la période de l'Antiquité. La place accueille aussi l’arc de Campanus, probablement construit au Ier siècle, mais qui est resté longtemps intégré dans un modeste bâtiment agricole. L’arc fut dégagé en 1822.

### Moyen Âge
Peu d'informations concernent le site durant cette période. Néanmoins, pendant le Haut Moyen Âge, l'hypothèse est posée de la réutilisation du temple comme lieu de culte chrétien, associé à une nécropole implantée à ses abords,.

### Temps modernes
Jusqu'au siècle des Lumières se trouvaient sur cette place un cimetière communal, l'entrée du château d'Aix-les-Bains (actuelle mairie d'Aix-les-Bains) et diverses constructions,. Le château était entouré d'une enceinte à l'intérieur de laquelle le temple de Diane était conservé pour des représentations culturelles. 
La place, située alors à une petite centaine de mètres de l'église paroissiale, actuelle église Notre-Dame, était donc occupée par de nombreux bâtiments et lieux publics, mais un petit espace restreint, appelé Petite Place, était ménagé autour de cette église.

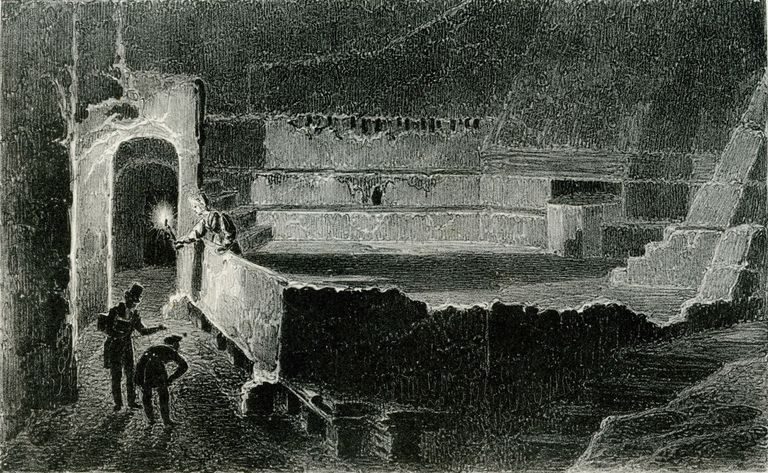
Image des thermes romains d'Aix-les-Bains.

### LeXIXesiècle
En 1867, après de nombreuses modifications des lieux, une procédure d'expropriation des bâtiments situés entre le château et l'église fut engagée. Elle avait pour objectif d'élargir une autre place limitrophe, la place des Bains, actuelle place des Thermes,.
Une décision bien particulière fut prise à la fin du XIXe siècle : un projet visant à détruire la vieille église et quelques bâtiments alentour fut alors proposé pour modifier la place mais, abandonné par la suite, il donna l'idée d'organiser un concours de réaménagement urbain de la place à titre de consultation cependant.

C'est durant cette période que la place fut nommée « place de l'hôtel de ville »,. Des règles furent ensuite émises au sujet de ce concours : des emplacements devaient déjà être réservés pour l'aménagement d'une fontaine monumentale et pour accueillir la construction d'une statue du poète Lamartine. 

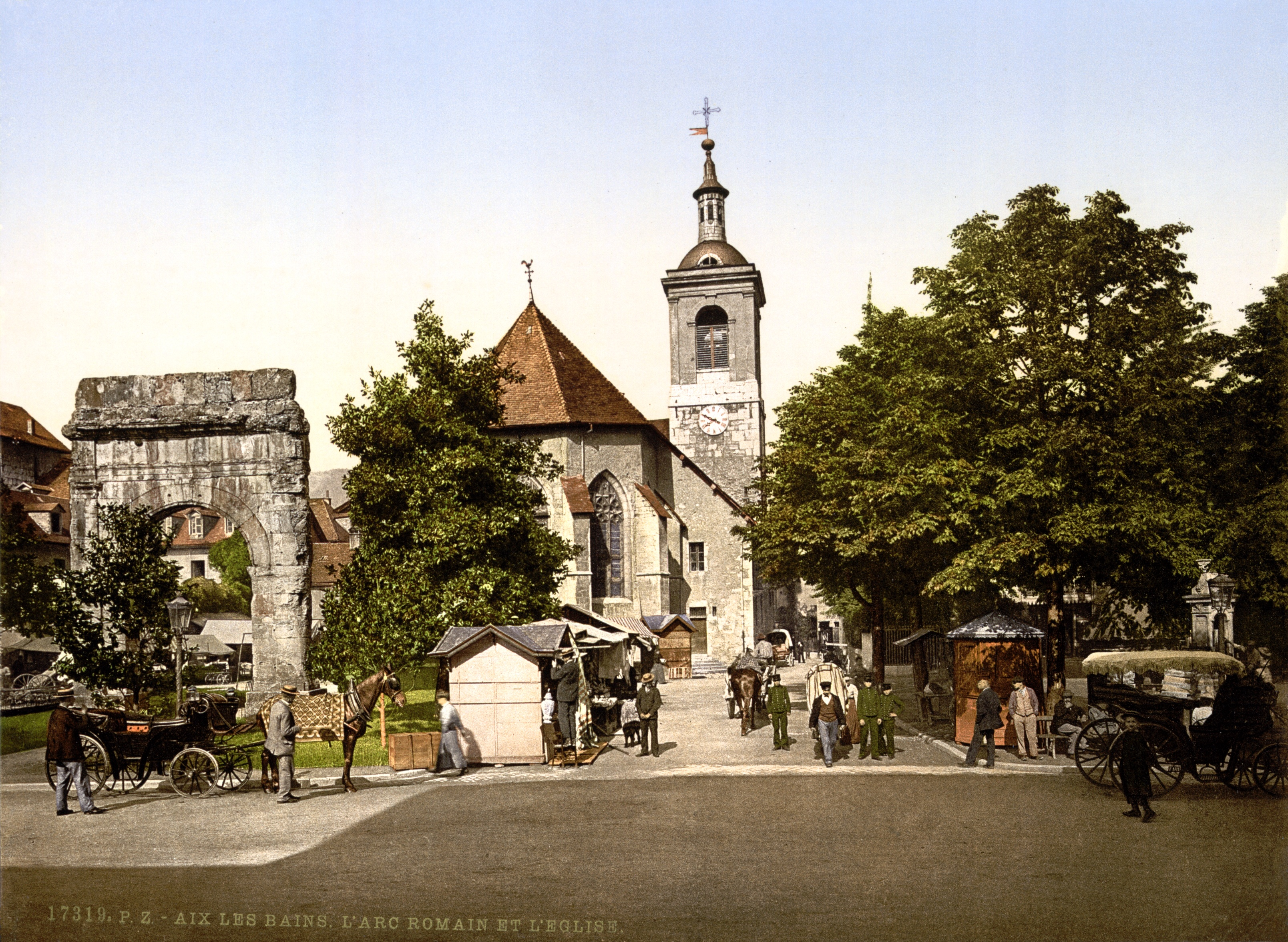
Jadis, Aix-les-Bains avec l'arc de Campanus et l'église.

Huit projets furent retenus par la mairie mais, finalement, c'est un aménagement sans plan, sans vraiment d'organisation qui se fit progressivement, accompagné de diverses démolitions et de modifications de la place.

### DuXXesièclejusqu'à nos jours
De nombreux travaux ont été réalisés par la commune d'Aix-les-Bains pour embellir la place pendant cette période contemporaine. De plus, pour répondre à l'important afflux de touristes et de curistes, la municipalité développa sa capacité d'hébergement en créant de nombreux hôtels de luxe, dont un palace nommé Astoria, en bordure de la place en 1904.
Au début du XXe siècle, de nouveaux aménagements furent créés par la municipalité aixoise. Tout d'abord, en 1902, des arbres ont été plantés pour délimiter deux allées. Des emplacements ont également été réalisés pour aménager six kiosques ; une ancienne école religieuse Saint-Joseph est alors détruite. Depuis déjà plusieurs années, un marché aux fleurs se tenait sur la place. Des kiosques, puis une pergola fleurie démontée en 1933, ont alors été construits pour les fleuristes en 1911 et 1922.
Après la Première Guerre mondiale, un nouveau projet d'embellissement de la place fut soumis au conseil communal par Victor Luya, ingénieur de la ville. Il proposait alors un nouveau revêtement au sol, des aménagements floraux et un nouveau plan de circulation. Une dernière phase de travaux vint revisiter la place en 1927.

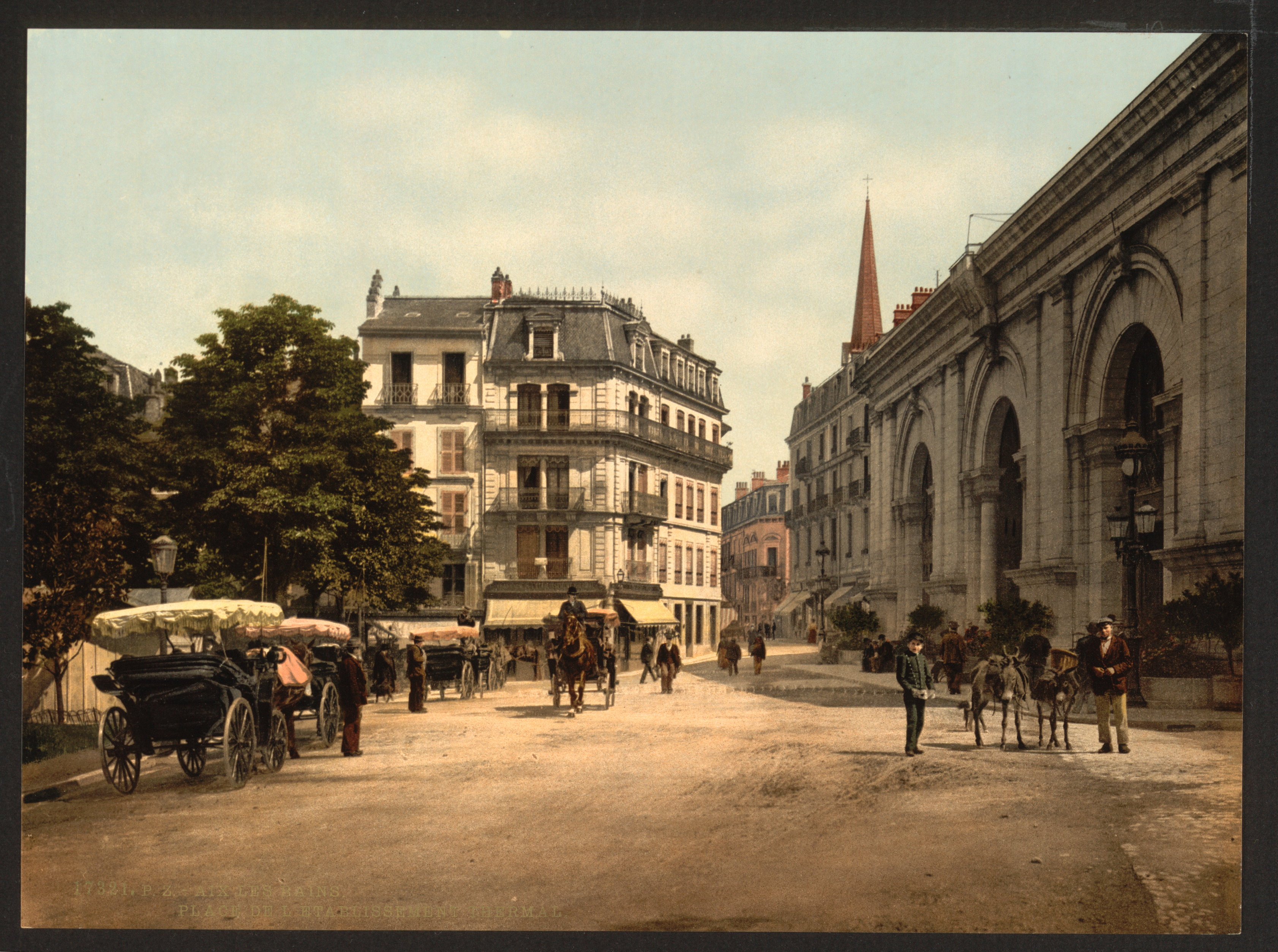
Une partie de la place en direction de la nouvelle église après les changements du XXe siècle.

Puis, pendant l'entre-deux-guerres, en 1934, un nouveau chantier fut encore entrepris sur la place. Francis Crochon, architecte communal, décida alors de revoir les précédents travaux en réaménageant totalement les infrastructures monumentales et routières.

Plan schématique de la place en 2015.

L'aviation allemande bombarda la commune et ses environs le 1er juin 1940 dont la place ,. Cette guerre causa, entre autres, de nombreux problèmes sanitaires, notamment en centre-ville à cause de la concentration massive des prisonniers. Les maladies pouvaient en effet proliférer plus rapidement. La station d'Aix vécut d'ailleurs mal cette période, notamment à proximité de ses thermes nationaux. En 1945, on recensa même jusqu'à 6 219 prisonniers au cœur de la ville.
Puis vint le développement des transports durant la période des Trente Glorieuses, après la Seconde Guerre mondiale, qui apporta de nouveaux changements au lieu. Des modifications de la circulation, visant à fluidifier et à réaménager les routes existantes, furent alors effectuées en 1955.
Des embellissements et autres modifications furent ensuite réalisés, comme la destruction totale des vestiges de l'école Saint-Joseph.
Tous les arbres de la place furent abattus pour la création du parking souterrain de l'hôtel de ville, juste avant l'installation au centre de la place, en 1989, d'une fontaine désormais entièrement utilisée comme monument floral.

## Économie et services

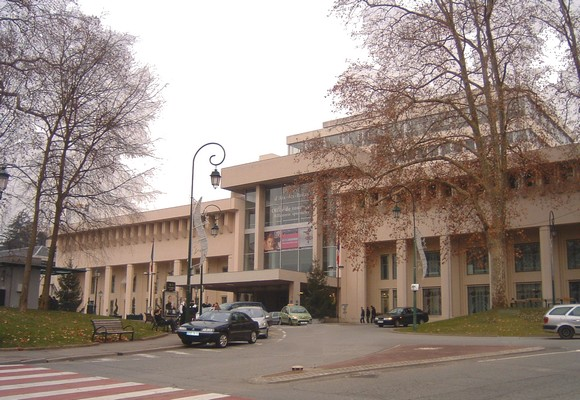
Les thermes nationaux d'Aix-les-Bains. L'entrée se situe au centre de l'image.

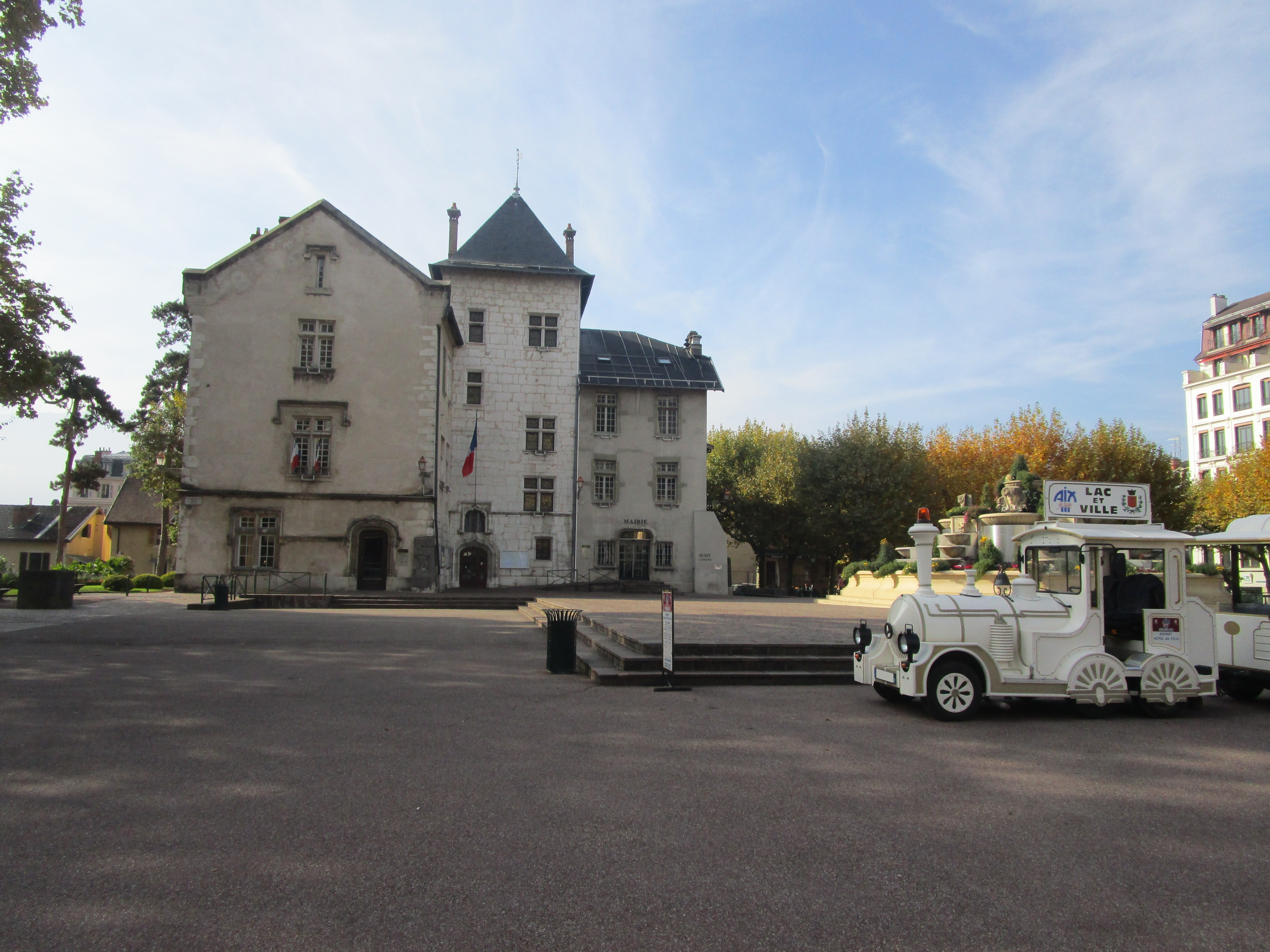
Le petit train stationné devant l’hôtel de ville à l’automne 2015.

Aucun commerce n'est installé sur cette place où ne sont présents que différents services communaux, ainsi que des lieux touristiques.
La mairie d'Aix-les-Bains est érigée sur cette place. Elle héberge l'ensemble des principaux services municipaux. Elle abrite en outre un musée installé dans la partie nord-ouest du bâtiment au niveau du temple de Diane,.. La thématique du musée, dont les collections sont composées principalement d'objets archéologiques, s'attache à décrire l'histoire antique d'Aquae (A. Allobrogum). Des visites touristiques sont organisées l'été.
Par ailleurs, le petit train, destiné à la visite commentée de la ville pendant la saison estivale, stationne sur la place, devant la fontaine, lieu du départ et de l'arrivée du circuit. Ce train se rend l'après-midi jusqu'aux abords du lac du Bourget.
L'office du tourisme, classé Qualité Tourisme, est installé à l'entrée des thermes nationaux d'Aix-les-Bains. Il est accessible depuis la route départementale 913 qui sépare la place du bâtiment thermal. Une école des métiers de l'esthétique est également installée dans ce monument classé.

## Architecture et monuments

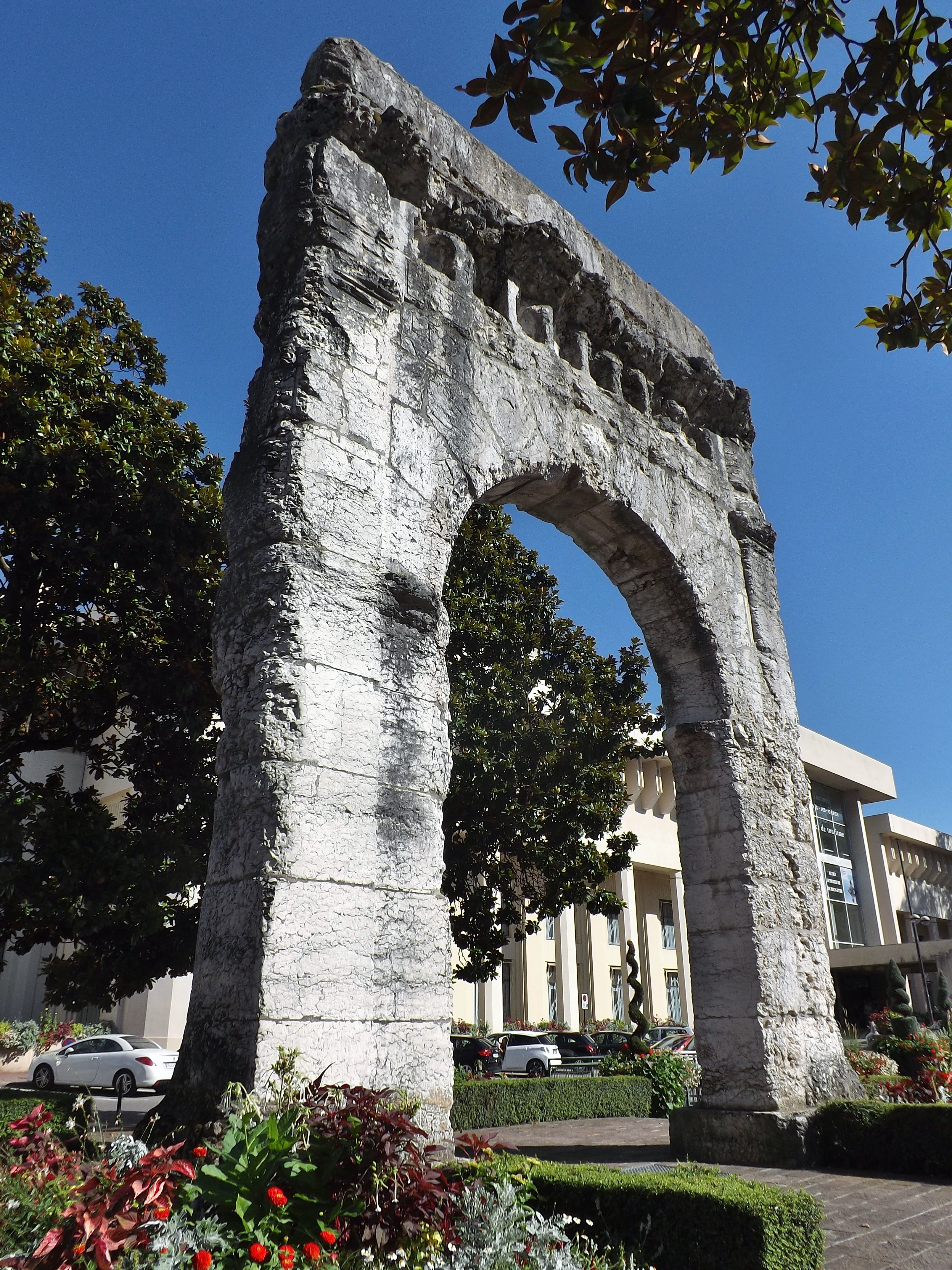
L'arc de Campanus.

La place Maurice-Mollard dispose en son centre d'une fontaine monumentale remplie de fleurs, surélevée de pavés de porphyre. La place est agrémentée d'allées arborées sur la partie nord, en bordure de la place des Thermes et du square du temple de Diane d'Aix-les-Bains. 
Un espace engazonné, arboré et fleuri occupe la partie sud de la place, au milieu de laquelle se situe un escalier qui donne accès à l'avenue Lord-Revelstoke (D913). Il s'agit du square de l'hôtel de ville, situé au-dessus de l'entrée du parking souterrain.

Plusieurs monuments historiques sont présents sur et à proximité de la place : 

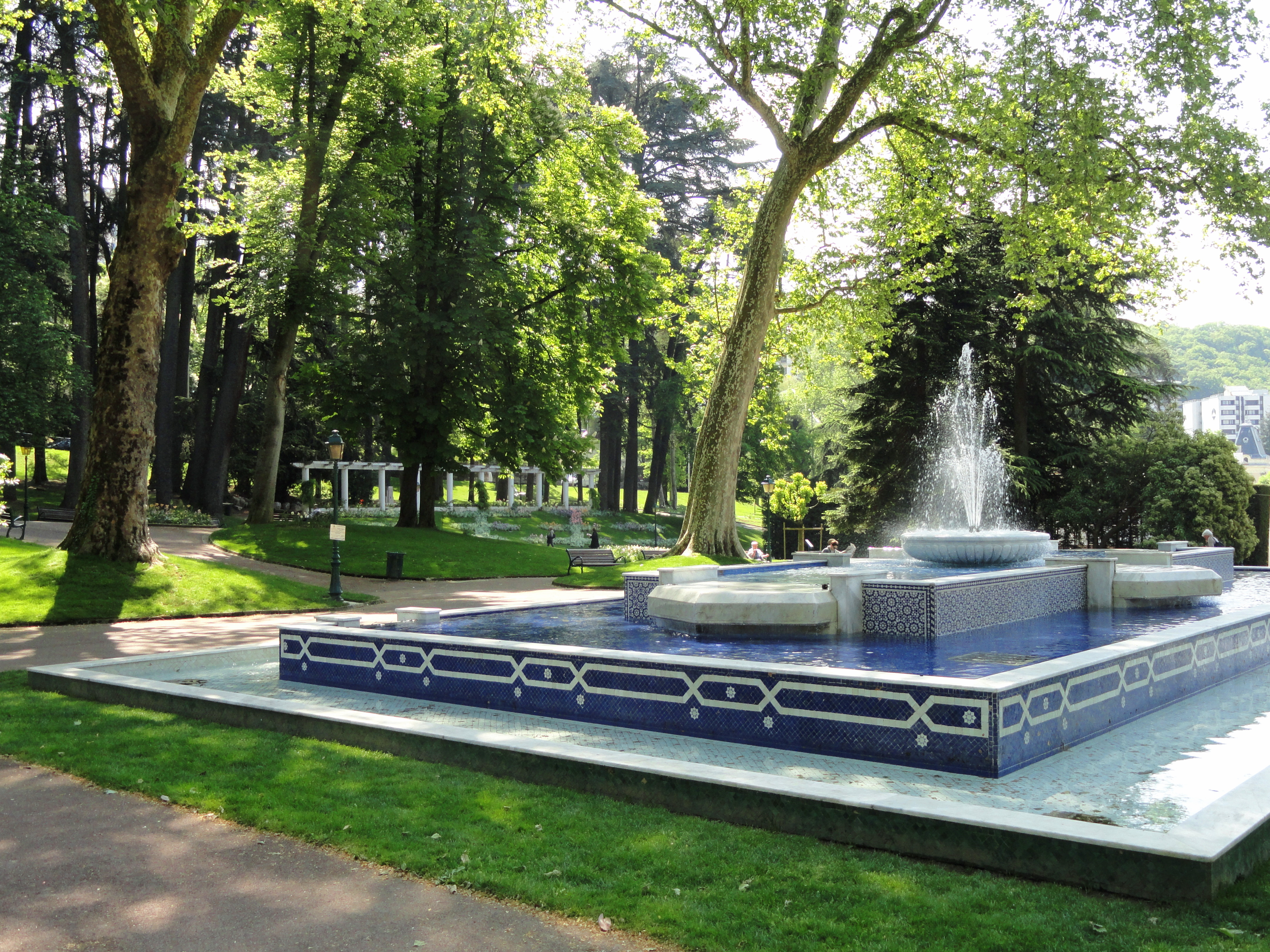
Le parc des Thermes avec sa fontaine marocaine en son centre, érigée pour le cinquantenaire des négociations sur l"indépendance du Maroc, qui ont eu lieu à Aix en 1955.

- L'hôtel de ville d'Aix-les-Bains, issu du réaménagement d'un château du XVIe siècle, fait l’objet d’un classement au titre des monuments historiques depuis le 7 août 1890 pour l'escalier, et depuis le 11 décembre 1982 pour l'ensemble en dehors de l'aile nord[18].
- Le temple de Diane, accolé à la mairie au nord-ouest, est l'un des trois temples romains de style classique intégralement conservés en France, aux côtés de la Maison Carrée de Nîmes et le temple d'Auguste et de Livie à Vienne et fait l’objet d’un classement au titre des monuments historiques depuis 1875[19],[20].
- Les anciens thermes nationaux d'Aix-les-Bains possèdent une entrée côté place Maurice-Mollard, sur la départementale 913. Le bâtiment fait l’objet d’une inscription au titre des monuments historiques depuis le 24 avril 1986[21].
- L'arc de Campanus, monument romain datant du Ier siècle av. J.-C., fait l’objet d’un classement depuis le 7 août 1890[22].
- Au sud de la place est situé le parc floral des Thermes, considéré à une époque comme la plus belle promenade de la ville[M 3]. Il fait l'objet d'une inscription depuis le 23 avril 2008[23].